# Tetramesa gracilipennis
Tetramesa gracilipennis is een vliesvleugelig insect uit de familie Eurytomidae. De wetenschappelijke naam is voor het eerst geldig gepubliceerd in 1968 door Szelényi.